# Medetera praedator
Medetera praedator är en tvåvingeart som beskrevs av Charles Howard Curran 1926. Medetera praedator ingår i släktet Medetera och familjen styltflugor. Inga underarter finns listade i Catalogue of Life.